# Lena Göldi
Lena Göldi (* 1. Oktober 1979 in Safnern) ist eine ehemalige Schweizer Judoka. Sie war 2003 Europameisterschaftszweite.

## Karriere
Die 1,64 m grosse Lena Göldi kämpfte ab 1996 im Leichtgewicht, der Gewichtsklasse bis 56 Kilogramm, ab 1998 bis 57 Kilogramm. 1997 war sie Zweite der Junioreneuropameisterschaften. Im Jahr darauf erreichte sie bei den Europameisterschaften in Oviedo den Halbfinal. Nach Niederlagen gegen die Spanierin Isabel Fernández und die Niederländerin Deborah Gravenstijn belegte sie den fünften Platz. Im gleichen Jahr gewann sie eine Bronzemedaille bei den Juniorenweltmeisterschaften und den Titel bei den Junioreneuropameisterschaften. Im Jahr darauf erreichte sie bei den Europameisterschaften in Bratislava erneut den Halbfinal. Dort unterlag sie der Französin Magali Baton, und im Kampf um Bronze verlor sie gegen die Italienerin Cinzia Cavazzuti. Zwei Jahre später belegte sie den siebten Platz bei den Europameisterschaften 2001. 2003 bei den Europameisterschaften in Düsseldorf bezwang sie im Halbfinal die Britin Sophie Cox. Im Final unterlag sie Isabel Fernández.  Bei den Olympischen Spielen 2004 in Athen verlor sie im Viertelfinal gegen die Kubanerin Yurisleidy Lupetey. In der Hoffnungsrunde trat sie zu ihrem Kampf gegen die Französin Barbara Harel nicht an. Göldi war noch bis 2008 aktiv, ihr grösster Erfolg nach 2003 war der Sieg beim Tournoi de Paris 2007.
Lena Göldi vom Judo Club Biel/Bienne Nidau gewann von 1997 bis 2005 sechs Schweizer Meistertitel im Leichtgewicht.

## Fussnoten
1. 1 2  Kampfbilanz bei judoinside.com
2. ↑  Olympiaturnier 2004 in der Datenbank von Olympedia.org (englisch), abgerufen am 20. Mai 2021.

| Personendaten    | Personendaten    |
| ---------------- | ---------------- |
| NAME             | Göldi, Lena      |
| KURZBESCHREIBUNG | Schweizer Judoka |
| GEBURTSDATUM     | 1. Oktober 1979  |
| GEBURTSORT       | Safnern          |